# Чърнече
Чърнече (на словенски: Črneče) е село в Словения, Корошки регион, община Дравоград. Според Националната статистическа служба на Република Словения през 2015 г. селото има 641 жители.